# Skravsta
Skravsta är en by i Gillberga socken, Eskilstuna kommun.
Skravsta omtalas i skriftliga handlingar första gången 1419. byns gårdar ligger idag utspridda längs en slingrig väg med den ursprungliga bytomten i söder. De flesta huvudbyggnader är timrade och uppförda under början av 1800-talet, en av dem är möjligen äldre. Ekonomibyggnaderna är huvudsakligen yngre. På den nordligaste gården finns en äldre loftbod sammanbyggd med en annan äldre bod. Öster bytomten ligger det före detta soldattorpet Nyängen med flera äldre byggnader.